# Ghiglioscé
Ghiglioscé è l'italianizzazione del termine  francese guilloché. Indica una caratteristica lavorazione ornamentale di superfici generalmente metalliche, ottenuta con apposite macchine (dette guillocher) che, guidate manualmente, generano un disegno ripetitivo di righe incise, lineari oppure ondulate. Con accessori dedicati è possibile anche disegnare cerchi concentrici o  forme cilindriche e di rivoluzione, come penne stilografiche.
Dal termine ghiglioscé è possibile derivare ghiglioscinato, ghiglioscinatore, eccetera, dal significato evidente.

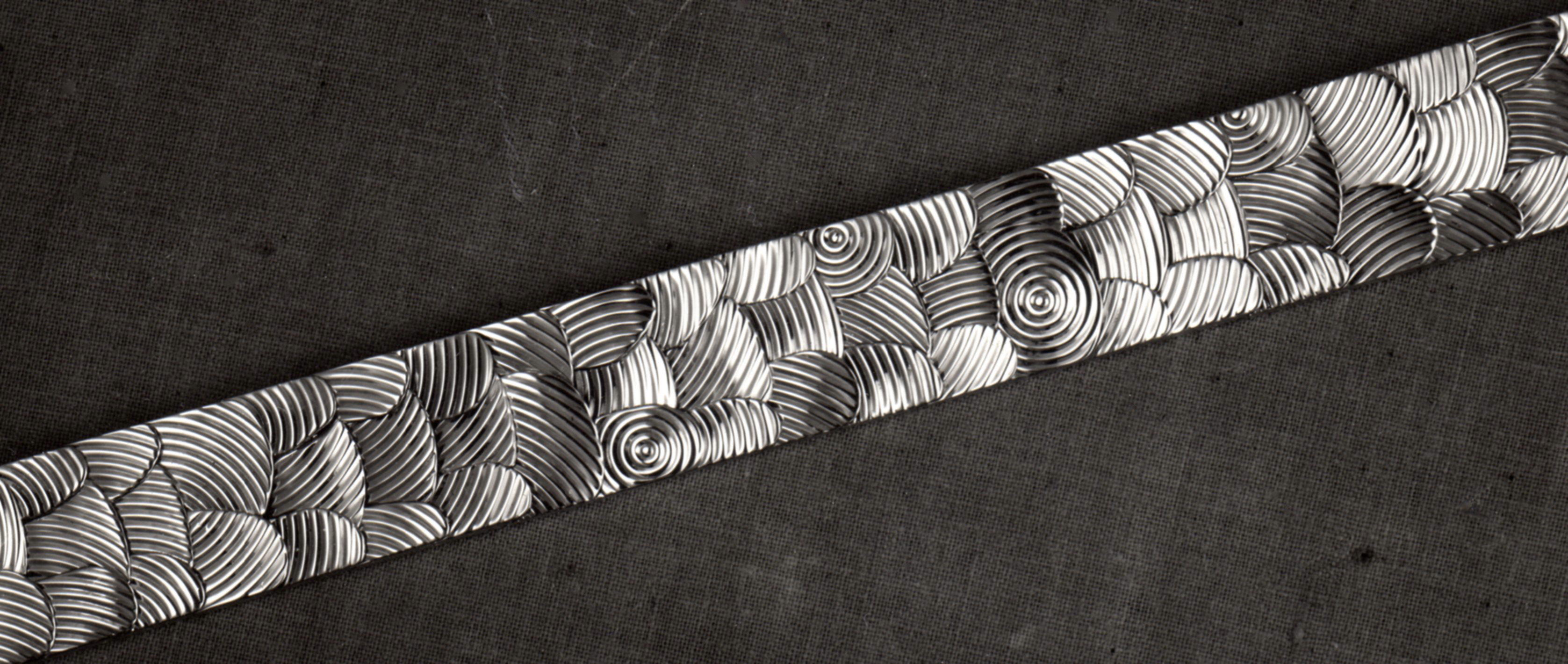
Bracciale in oro ghiglioscinato

## La macchina
La macchina guillocher è per molti aspetti una macchina utensile: ha banchi mobili su cui si fissano l'oggetto da lavorare e l'utensile, ma non dispone di motore. Tutti i movimenti sono impressi a mano da un operatore.
L'origine esatta delle prime macchine non è nota con certezza. È possibile che abbiano paternità svizzera, forse da costruttori francesi, data l'origine francese del nome. Esistono casse d'orologio lavorate in questo modo che portano inciso l'anno 1624.
In Italia l'unico costruttore di rilievo fu la Meccaniche Pear di Firenze, che realizzò macchine guillocher dai primi anni cinquanta fino alla fine degli anni sessanta.
È probabile che attualmente nel mondo non esistano produttori per questo tipo di macchine. Quelle esistenti vengono mantenute in efficienza. La costruzione di un esemplare appositamente realizzato sarebbe alquanto costosa. Non è invece escluso che qualche importante azienda possa averne approntata una al suo interno convertendo una macchina a controllo numerico.

### Funzionamento

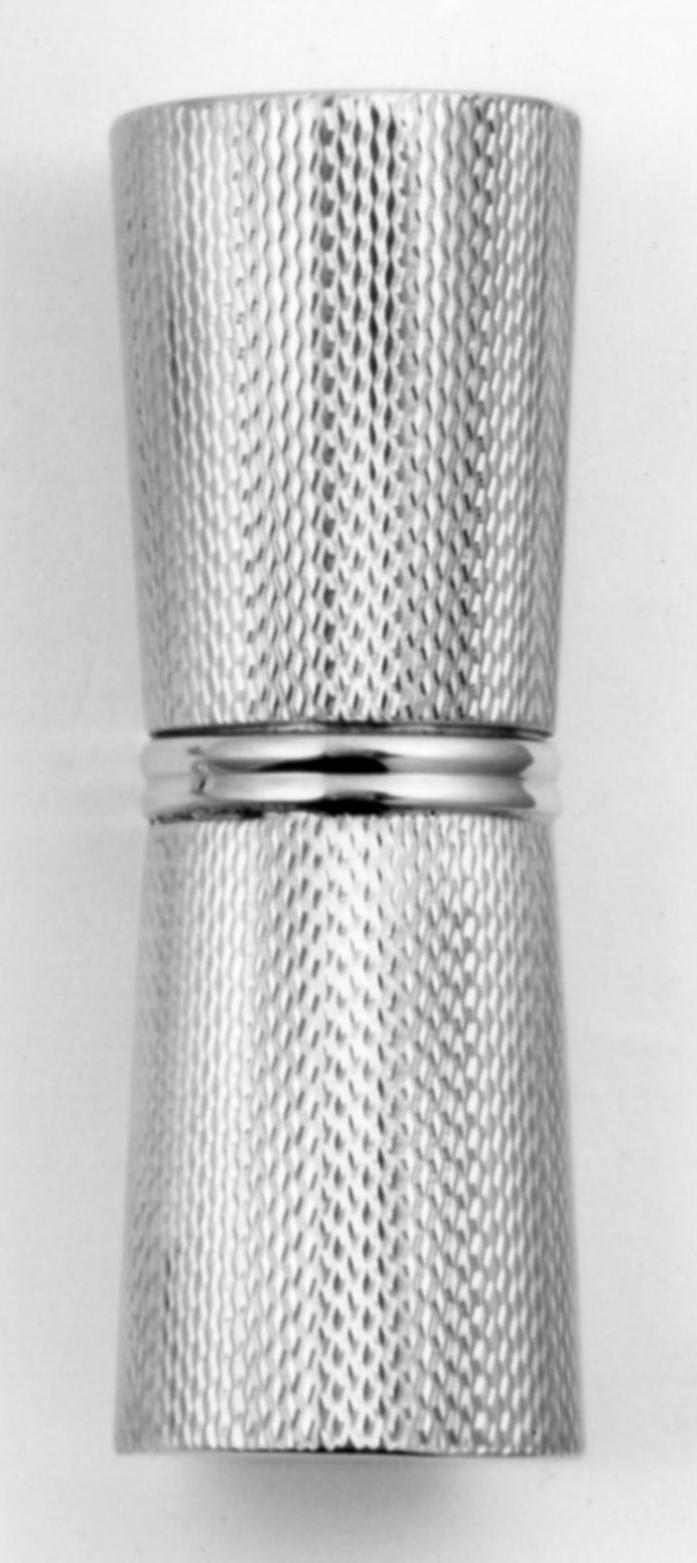
Portarossetto ghiglioscinato a chicco di riso

Le macchine guillocher presentano innanzitutto un blocco su cui si può fissare l'oggetto da lavorare, ad esempio mediante un morsetto, che si muove lungo guide dall'alto in basso e viceversa, mosso a mano mediante ruote, cinghie e viti. Un altro blocco ospita l'utensile, ad esempio in acciaio rapido, che lungo un'altra guida si avvicina e preme sull'oggetto da lavorare durante il suo movimento discendente, incidendo una linea mediante asportazione di truciolo. Il blocco utensile viene poi mosso lateralmente per preparare la macchina alla linea successiva, generando un disegno ripetitivo. La mano che guida e preme il carrello con l'utensile è responsabile della profondità e della lunghezza del solco, e l'abilità dell'operatore garantisce la sua uniformità e la regolarità delle linee che si vanno a formare in successione.
Tramite camme opportunamente profilate, chiamate patrone, di origine probabilmente tedesca, è possibile obbligare il blocco che ospita l'oggetto a muoversi lungo linee ondulate, anziché lineari. Inoltre tra l'esecuzione di una riga e la successiva le patrone possono essere mosse in senso verticale, consentendo di tracciare linee ondulate sfasate tra loro verticalmente.
Combinando tutte queste possibilità, cioè forma dell'utensile incidente, profondità del solco, direzione e andamento della linea, distanza tra una linea e l'altra, sfasamento verticale delle linee ondulate e altro ancora, è possibile ottenere una grande varietà di disegni.

## Le produzioni

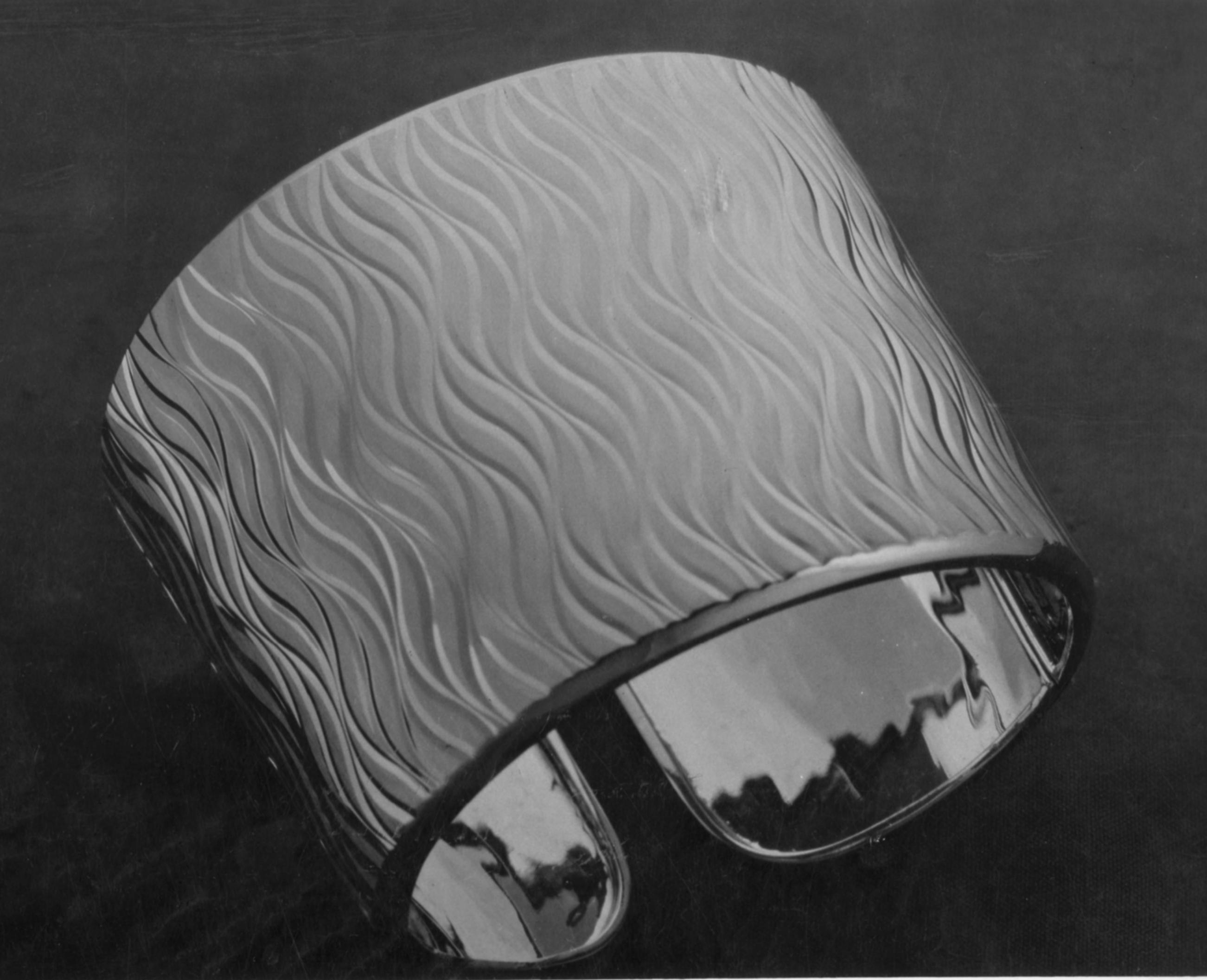
Bracciale alla schiava in oro inciso con la tecnica del ghiglioscé

Le produzioni di maggior prestigio sono ottenute in oreficeria, lavorando su oggetti di metallo nobile. Possono essere ghiglioscinate tutte le produzioni in lastra, come casse di orologi, scatole, trousse, portasigarette, penne stilografiche, rivestimento di accendisigari, custodie per rossetti, portapastiglie, fermacravatte, gemelli eccetera. Naturalmente ogni produttore, guidato dalla fantasia, può utilizzare la macchina per qualunque tipo di produzioni inconsuete.
Comune è anche utilizzare la ghiglioscinatura su un fondo che deve ospitare uno smalto trasparente, attraverso cui sarà visibile il disegno.
I disegni più tradizionali sono conosciuti con nomi specifici: il millerighe è semplicemente una serie di righe sottili e vicine; il chicco di riso è ottenuto con linee fittamente ondulate, sfasate di metà altezza tra una linea e l'altra, in modo da ottenere forme vagamente romboidali che ricordano appunto un chicco di riso.
A fine '800 e nei primi decenni del '900 furono molto in voga cornici per quadri lavorate a ghiglioscé. Le aste per cornici venivano ghiglioscinate con frese per legno a solchi paralleli. Il colore di tali cornici è quasi esclusivamente il nero, a volte con inserti in radica.